# Ère Shōhei
L'ère Shōhei (正平) est une des ères du Japon (年号, nengō, lit. « nom de l'année ») de la Cour du Sud durant l'époque Nanboku-cho, après l'ère Kōkoku et avant l'ère Kentoku. Cette ère couvre la période allant du mois de décembre 1346 au mois de juillet 1370. Les empereurs de la Cour du Sud à Yoshino sont Go-Murakami (後村上天皇, Go-Murakami-tennō) et Chōkei (長慶天皇, Chōkei-tennō). Les empereurs de la Cour du Nord à Kyoto sont Kōmyō (光明天皇, Kōmyō-tennō), Sukō (崇光天皇, Sukō-tennō) et Go-Kōgon (後光厳天皇, Go-Kōgon-tennō).

## Contexte de l'ère Nanboku-chō

Les sièges impériaux durant l'époque Nanboku-chō sont relativement proches l'un de l'autre mais géographiquement distincts. Ils sont conventionnellement identifiés ainsi :
Capitale du nord : Kyoto
Capitale du sud : Yoshino.

Au cours de l'ère Meiji, un décret impérial daté du 3 mars 1911 établit que les monarques régnants légitimes de cette époque sont les descendants directs de l'empereur Go-Daigo par l'empereur Go-Murakami dont la Cour du Sud a été établie en exil dans le district de Yoshino, près de Nara.
Jusqu'à la fin de l'époque d'Edo, les empereurs usurpateurs (en supériorité militaire) et soutenus par le shogunat Ashikaga sont erronément inclus dans les chronologies impériales en dépit du fait incontestable que les insignes impériaux ne sont pas en leur possession.
Cette Cour du Nord illégitime est établie à Kyoto par Ashikaga Takauji.

## Événements de l'ère Shohei
- 1346 (Shōhei 1) : Le régent kampaku Takatsukasa Morohira est relevé de ses fonctions et remplacé par Nijō Yoshimoto[4].
- 1347 (Shōhei 2) : Nijō Yoshimoto est démis de ses hautes fonctions de régent kampaku et se voit attribuer à la place le titre et les responsabilités de sadaijin[4].
- 1349 (Shōhei 4) : L'empereur Go-Murakami s'enfuit à A'no; Ashikaga Tadayoshi et Kō no Moronao s'opposent ; Ashikaga Motouji, fils de Takauji, est nommé kanrei Kamakura[5].
- 1350 (Shōhei 5) : Yoshinori garde Kyoto[6].
- 1350 (Shōhei 5) : Tadayoshi, exclu de l'administration, se fait prêtre[5]. Ashikaga Tadafuyu, le fils adopté de Tadayoshi, est répudié à tort comme rebelle[7].
- 1351 (Shōhei 6) : Tadayoshi rejoint la Cour du Sud dont l'armée prend Kyoto; Trêve, Takauji rentre à Kyoto; Tadayoshi et Takauji se réconcilient; Kō no Moronao et Kō no Moroyasu sont exilés[5].
- 1350 - 1352 ((Shōhei Shōhei 7) : Conflit armé, connu sous le nom de incident de Kan'ō Kannō (観応擾乱, Kannō Jōran?) ou Kannō no juran, résulte d'un antagonisme entre le shogun Ashikaga Takauji et son frère Ashikaga Tadayoshi. Les désaccords à propos de l'influence de Kō no Moronao diminuent après la mort de Moronao. Tadayoshi reçoit l'ordre de s'installer à Kamakura. Les frères Kō se réconcilient finalement avant la mort de Tadayoshi en 1352[8].
- 1352 (Shōhei 7) : Le grand-père de l'empereur est avancé du rang de dainagon à celui de nadaijin[9].
- 1353 (Shōhei 8) : Kyoto est occupée par les forces du sud dirigées par Yamana Tokiuji et la capitale est reprise par les Ashikaga[5].
- 1354 (Shōhei 9) : Takauji s'enfuit avec l'empereur Go-Kōgon; Mort de Kitabatake Chikafusa[5].
- 1355 (Shōhei 10) : Prise de Kyoto par l'armée du sud; Kyoto est reprise par les forces des Ashikaga[5].
- 1356 (Shōhei 11) : Minamoto no Michisuke est promu du rang de cour de dainagon à celui de nadaijin[10].
- 1356 Shōhei 11): Ashikaga Yoshinori est élevé au deuxième rang de troisième classe dans la hiérarchie de la cour[11].
- 1357 (Shōhei 12) : L'empereur Go-Murakami qui a capturé les anciens empereurs Kōgon, Kōmyō et Sukō en 1352, les libère tous les trois et les autorise à revenir de Yoshino à Kyoto[11].
- 1358 (Shōhei 13) : Mort d'Ashikaga Takauji[12]. Ashikaga Yoshiakira est nommé shogun; Dissension et défections dans le shogunat[13].
- 1361 (Shōhei 16) : Chutes de neige inhabituellement fortes et désastreux incendie à Kyoto ainsi qu'un violent séisme[14].
- 1361 (Shōhei 16) : Eigen-ji, temple bouddhiste Zen situé dans l'actuelle préfecture de Shiga, est fondé par Sasaki Ujiyori et son premier abbé en est Jakushitsu Genkō[15].
- 1362 (Shōhei 17) : Hosokawa Kiyouji et Kusunoki Masanori attaquent Kyoto, Ashikaga Yoshiakira s'enfuit mais reprend la capitale en vingt jours[13].

## Nengōéquivalents auprès de la Cour du nord
- Jōwa
- Kan'ō
- Ère Bunna
- Ère Enbun
- Kōan
- Jōji
- Ōan